# 大叶锈毛莓
大叶锈毛莓（学名：Rubus reflexus var. macrophyllus）为蔷薇科悬钩子属下的一个变种。

## 扩展阅读
- 維基物種上的相關：大叶锈毛莓